# Africada postalveolar sorda
La consonante africada postalveolar sorda es un sonido consonántico muy frecuente en muchas lenguas. Su símbolo en el alfabeto fonético internacional es t͡ʃ (anteriormente [ʧ]), la unión entre una t y una ʃ. Es el sonido representado en español con el dígrafo «ch».
Este sonido suele ser la evolución de la consonante oclusiva velar sorda (k, en las lenguas germánicas, lenguas eslavas y lenguas romances), o de la oclusiva alveolar o dental sorda por un proceso de palatalización, especialmente junto a una vocal frontal.

## Características

La zona de articulación de la tʃ está indicada con el número 5.

- Su modo de articulación es africado, lo que significa que se produce primero una oclusión, al impedir el paso del aire, y después dejándolo pasar repentinamente a través de una vía estrecha causando una fricación.
- Su punto de articulación es postalveolar, lo que significa que se articula por una parte con la parte delantera de la lengua apoyada detrás de la cresta alveolar, y por otra parte con el cuerpo de la lengua que se dobla sobre el paladar.
- Su fonación es sorda, lo que significa que se produce sin la vibración de las cuerdas vocales.
- Es una consonante oral, lo que significa que el aire se escapa solo por la boca.
- Es una consonante central, lo que significa que se produce dejando el aire pasar por encima de la parte media de la lengua, más que por los lados.

## Transcripción
El Alfabeto fonético internacional usa dos caracteres unidos para representar este sonido: tʃ. Pueden estar unidos con un arco (t͡ʃ), o algunas veces se puede representar con un diacrítico bajo la t, (t̠ʃ). Anteriormente se usaba la ligadura (ʧ), pero actualmente es obsoleta. Otras representaciones que se usan para esta consonante son:
- c
- č
- ĉ
- ch
- cs
- cz
- tc
- tš
- tsch
- tx

## Presencia
| Idioma          | Idioma             | Palabra           | AFI           | Significado       |
| --------------- | ------------------ | ----------------- | ------------- | ----------------- |
| Albanés         | Albanés            | çelur             | [t͡ʃɛluɾ]      | abrir             |
| Alemán          | Alemán             | tschinelle        | [t͡ʃiˈnɛlə]    | platillo (música) |
| Amhárico        | Amhárico           | አንቺ               | [ant͡ʃi]       | tú (femenino)     |
| Árabe           | palestino          | چيف               | [t͡ʃi:f]       | ¿cómo?            |
| Azerí           | Azerí              | əkinçi            | [ækint͡ʃi]     | labrador          |
| Catalán         | Catalán            | atxa              | [at͡ʃa]        | cirio             |
| Checo           | Checo              | morče             | [mo̞rt͡ʃɛ]      | cobaya            |
| Copto           | dialecto bohairico | ϭⲟϩ               | [t͡ʃoh]        | tocar             |
| Esperanto       | Esperanto          | ĉar               | [t͡ʃar]        | porque            |
| Español         | Español            | fecha             | [ˈfet͡ʃa]      | fecha             |
| Euskera         | Euskera            | txalupa           | [t͡ʃalupa]     | barca             |
| Feroés          | Feroés             | tjørn             | [t͡ʃɶtn]       | lago              |
| Francés         | Francés            | tchadien          | [t͡ʃa.djɛ̃]     | chadiano          |
| Gaélico escocés | Gaélico escocés    | slàinte           | [slaːnt͡ʃə]    | salud             |
| Gallego         | Gallego            | chover            | [t͡ʃober]      | llover            |
| Georgiano       | Georgiano          | ჩიხი              | [t͡ʃixi]       | impás             |
| Hebreo          | Hebreo             | צ'כיה             | [t͡ʃɛxja]      | Chequia           |
| Húngaro         | Húngaro            | gyümölcslé        | [ɟymølt͡ʃleː]  | zumo              |
| Inglés          | Inglés             | bleach            | [bliːt͡ʃ]      | lejía             |
| Italiano        | Italiano           | ciao              | [t͡ʃao]        | hola/adiós        |
| Malayo          | Malayo             | cuci              | [t͡ʃut͡ʃi]      | lavar             |
| Maltés          | Maltés             | bliċ              | [blit͡ʃ]       | lejía             |
| Noruego         | Noruego            | kjøkken           | [t͡ʃøkːen]     | cocina            |
| Persa           | Persa              | چوب               | [t͡ʃuːb]       | madera            |
| Portugués       | brasileño          | presidente        | [pɾeziˈdẽt͡ʃi] | presidente        |
| Quiché          | Quiché             | K'iche'           | [kʼit͡ʃeʔ]     | quiché            |
| Rotumano        | Rotumano           | joni              | [ˈt͡ʃɔni]      | huir              |
| Rumano          | Rumano             | cer               | [t͡ʃe̞r]        | cielo             |
| Serbo-Croata    | Serbo-Croata       | чоколада/čokoláda | [t͡ʃɔkɔˈlaːda] | chocolate         |
| Suajili         | Suajili            | jicho             | [ʄit͡ʃo]       | ojo               |
| Turco           | Turco              | uçak              | [ut͡ʃak]       | avión             |
| Ucraniano       | Ucraniano          | чотири            | [t͡ʃo̞ˈtɪrɪ]    | cuatro            |